# Тореља
Тореља (итал. Torreglia) је насеље у Италији у округу Падова, региону Венето.
Према процени из 2011. у насељу је живело 5241 становника. Насеље се налази на надморској висини од 11 м.

## Становништво
Према резултатима пописа становништва 2011. у општини је живело 6.206 становника.
| 1931. | 1936. | 1951. | 1961. | 1971. | 1981. | 1991. | 2001. | 2011. |
| ----- | ----- | ----- | ----- | ----- | ----- | ----- | ----- | ----- |
| 3.686 | 3.835 | 4.261 | 4.174 | 4.626 | 5.276 | 5.709 | 5.880 | 6.206 |